# Vuursteenvlinder
De vuursteenvlinder (Habrosyne pyritoides) is een nachtvlinder uit de familie Drepanidae (eenstaartjes). 

## Kenmerken
De vlinder heeft een voorvleugellengte van 17 tot 20 millimeter.  

## Verspreiding en leefgebied
De soort komt verspreid over Europa, het Midden-Oosten, en naar het oosten toe tot in Japan voor.

## Voorkomen in Nederland en België
De vuursteenvlinder is in Nederland en België een vrij gewone soort, die verspreid over het hele gebied voorkomt. De vliegtijd is van halverwege mei tot eind augustus in één generatie.

## De rups en zijn waardplanten
De waardplanten van de vuursteenvlinder zijn Corylus, bramen en de framboos. De soort overwintert in de strooisellaag als pop in een losse cocon.